# Alt Tellin
Alt Tellin település Németországban, Mecklenburg-Elő-Pomeránia tartományban. Lakosainak száma 390 fő (2023. december 31.).

## Népesség
A település népességének változása:
| Lakosok száma | 379  | 376  | 401  | 404  | 390  |
|               | 2017 | 2019 | 2021 | 2022 | 2023 |